# Čuvstvo Ju
Čuvstvo Ju (in russo Чувство Ю?, Sensazione Ju) è l'album di debutto della cantante russa Julianna Karaulova, pubblicato su iTunes il 30 settembre 2016 su etichetta discografica Zion Music. Il CD è uscito il 1º novembre 2016.

## Tracce
Download digitale
1. Čuvstvo Ju – 1:31
2. Ty ne takoj – 3:17
3. Razbitaja ljubov' – 3:16
4. Otkryvaj mne nebo – 3:37
5. Ch'juston – 3:13
6. Bol'še nikogda – 3:38
7. Vneorbitnye – 3:02
8. Unikum – 3:10
9. More – 3:28
10. Davaj – 3:47
11. Papa – 3:33
12. Tak blizko – 3:41
13. Ty ne takoj (Spreen Beatz Remix) – 3:11
14. Vneorbitnye (Astero Remix) – 2:55